# Cmentarz wojenny nr 315 – Krzeczów

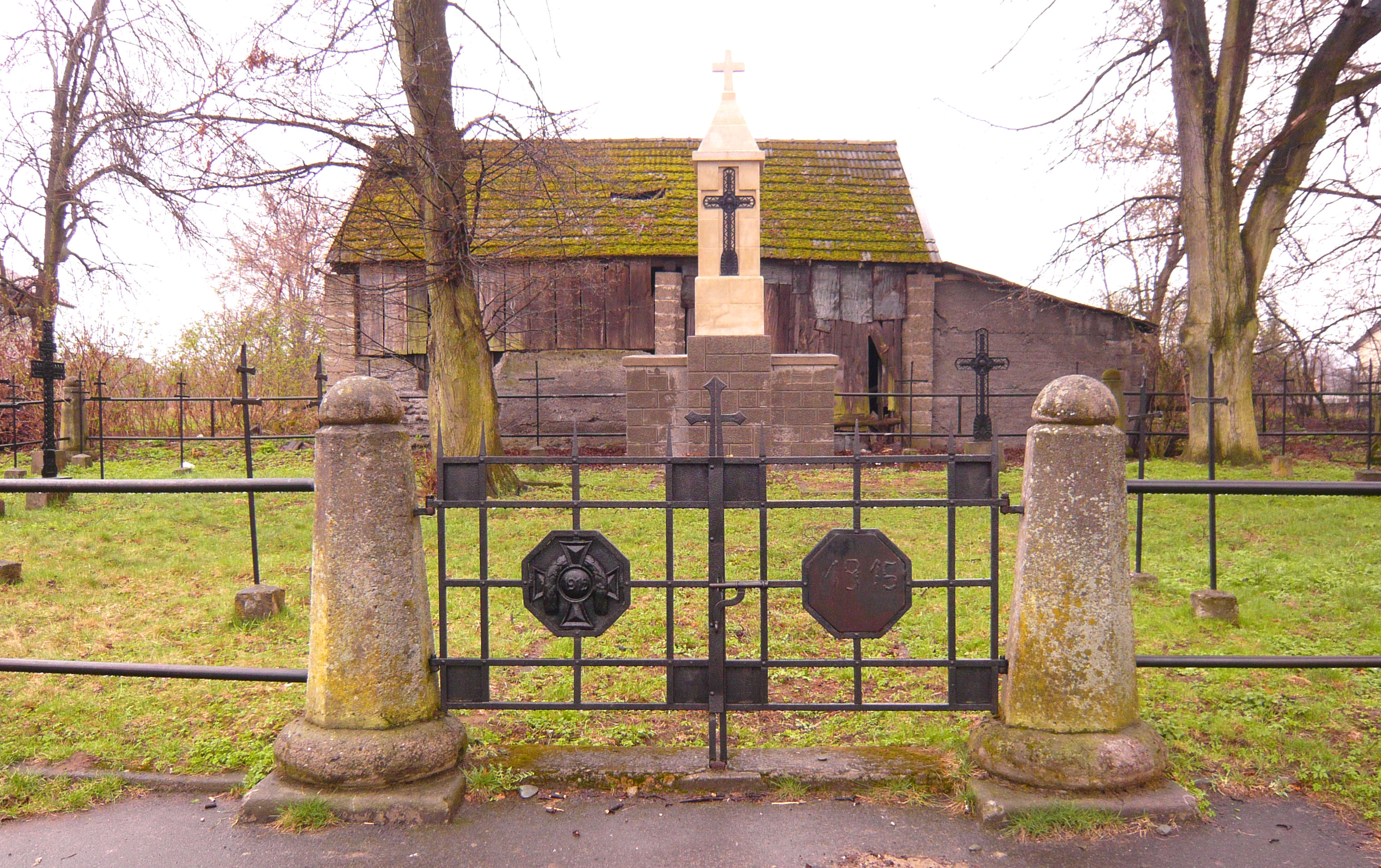
Cmentarz wojskowy nr 315 – widok ogólny

Cmentarz wojenny nr 315 – Krzeczów – zabytkowy cmentarz, zaprojektowany przez Franza Starka, znajdujący się we wsi Krzeczów, gmina Rzezawa, powiat Bochnia. Jeden z ponad 400 zachodniogalicyjskich cmentarzy wojennych zbudowanych przez Oddział Grobów Wojennych C. i K. Komendantury Wojskowej w Krakowie. Obiekt znajduje się około 200m od skrzyżowania drogi Bochnia-Rzezawa i Bogucice.
Na cmentarzu, w 9 grobach zbiorowych oraz 13 pojedynczych, pochowanych jest 74 żołnierzy poległych w I wojnie światowej, w dniu 12 grudnia 1914 roku:
- 32 Austriaków m.in. z,
  - 57 pułku piechoty, 3 pułku huzarów oraz 6 pułku huzarów
- 42 Rosjan

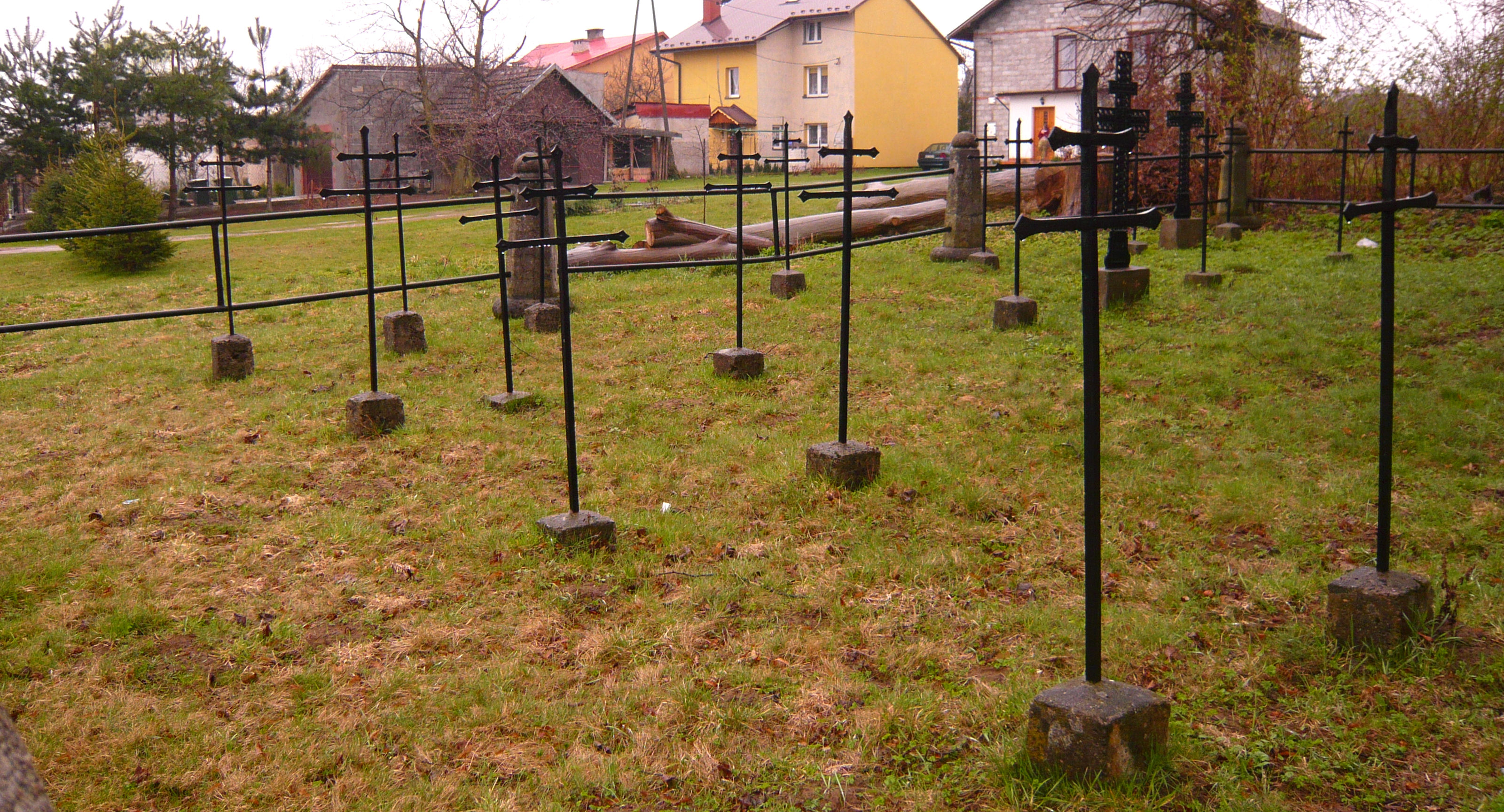
Cmentarz wojskowy nr 315

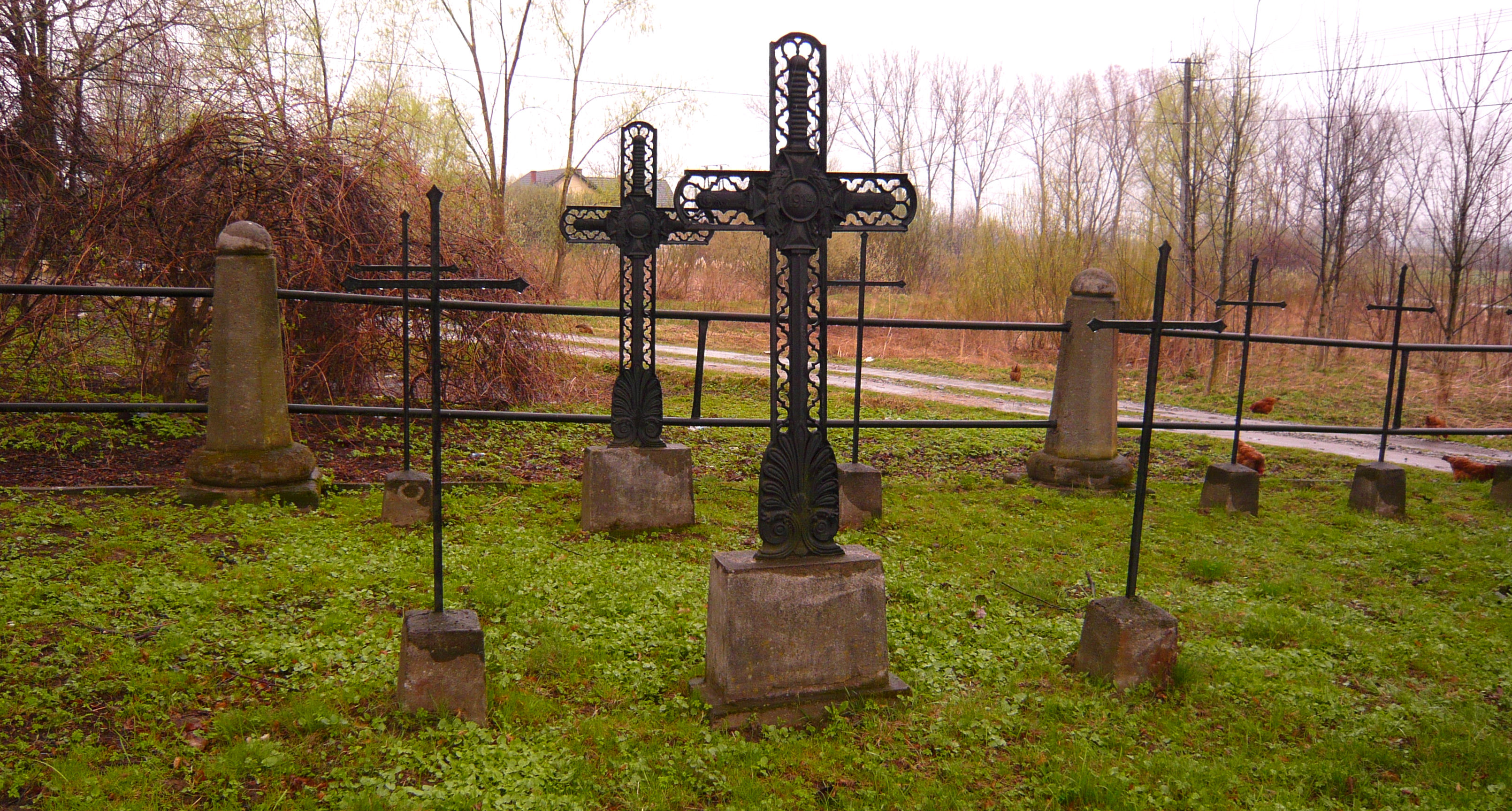
Cmentarz wojskowy nr 315

Obiekt jest w bardzo dobrym stanie. Ma kształt prostokąta o łącznej powierzchni 315 m². Ogrodzenie jest wykonane z betonowych słupów połączonych dwiema poprzeczkami z metalowych rur. Zachowała się oryginalna kuta brama wejściowa. Głównym obiektem na cmentarzu jest kamienny pomnik, na szczycie którego znajduje się kamienny krzyż. Na pomniku umieszczony jest także żeliwny krzyż charakterystyczny dla dużej części cmentarzy z IX okręgu Bochnia. Na grobach zachowały się kute krzyże jedno i dwuramienne.